# Chromatomyia fuscula
Chromatomyia fuscula este o specie de muște din genul Chromatomyia, familia Agromyzidae, descrisă de Zetterstedt în anul 1838. Conform Catalogue of Life specia Chromatomyia fuscula nu are subspecii cunoscute.